# Massimo Oddo
Massimo Oddo (født 14. juni 1976 i Città Sant'Angelo, Pescara) er en tidligere italiensk fodboldspiller.

## Fodboldkarriere
Han startede sin karriere hos Renato Curi Angolana af CND og skiftede til AC Milans ungdomshold i 1993. Efter at have tilbragt to år på bænken skiftede han til Serie C klubben Fiorenzuola på et udlån i håb om mere spilletid. Han spillede for yderligere tre Serie C klubber (Monza, Prato, Lecco) Han vendte tilbage Monza i 1998 (nu Serie B-hold) og fortsatte et år senere til Napoli, fortsat udlånt fra Milan. Han fik sin debut i Serie A, da Milano omsider solgte ham til Hellas Verona i 2000. Efter to succesrige sæsoner hos Verona købte SS Lazio Oddo, da Alessandro Nesta var skiftet til AC Milan. 
I Lazio han fik han mulighed for at spille i Champions League i sæsonen 2003-04 og i UEFA Cuppen i sæsonerne 2002-03 og 2004-05. Holdet nåede semifinalen i 2003. Desuden opnåede han i den tredje sæson med Lazio at blive italiensk Cup-vinder. Han blev anfører i Lazio i starten af 2006-2007 sæsonen efter Fabio Liveranis skift til Fiorentina. 
I vinteren 2007 skiftede Massimo Oddo tilbage til AC Milan. Nogle måneder senere var Oddo med i startopstillingen som højre back, da Milan vandt Champions League-finalen med 2-1 over Liverpool FC og senere klubbens femte UEFA Super Cup-finale i august med sejr over Sevilla FC. Sommeren 2008 skiftede Oddo til FC Bayern München på lån.

## Landsholdskarriere
Oddo fik debut på landsholdet i 2002 som en del af en fornyelse efter det skuffende resultat under slutrunden samme år. 
Han startede inde i syv kvalifikationskampe til EM i 2004. Under slutrunden i Portugal fik han kun en enkelt kamp som indskifter (mod Bulgarien, hvor han lagde op til målet, som Italien vandt kampen på. Efterfølgende var Oddo med på det italienske hold, der i 2006 blev verdensmestre. Han fik dog kun 23 minutters spilletid under VM i kvartfinalen mod Ukraine. 
Oddo scoret sit første landskampsmål på straffesprark i en kvalifikationskamp til EM 2008 7. oktober 2006 mod Ukraine. 

## Priser

### Klub
- 2003-04: Coppa Italia (S. S. Lazio)
- 2006-07: UEFA Champions League (AC Milan)
- 2007: UEFA Super Cup (AC Milan)
- 2007: FIFA Club World Cup (AC Milan)

### Landshold
- 2006: Verdensmesterskabet (Italien)

## Privatliv
Hans far, Francesco Oddo, er træner og tidligere fodboldspiller. Sammen med sin bror, Giovanni, gør Massimo Oddo en indsats for at hjælpe fattige børn. Han er gift med Claudia Crivelli, med hvem han har sønnen Davide.
Oddo er en uddannet frisør og satte håret for mange af sine holdkammerater under VM-slutrunden i 2006, hvilket gav ham tilnavnet "Barberen i Berlino". Han har i en periode læst jura, men fuldførte ikke studiet. I 2007 vendte han tilbage til universitetet og er ved at tage kurser med henblik på at blive træner.